# Transmission de la grippe
La transmission de la grippe s'effectue principalement par la toux ou par les mains. En toussant, une personne infectée projette dans l'air des gouttelettes qui peuvent contaminer une autre personne les respirant.

## Transmission à la faune sauvage
L'Organisation des Nations unies pour l'alimentation et l'agriculture a publié, en août 2006, une étude présentant les modalités supposées de contamination de la faune sauvage par la grippe aviaire avant la migration des oiseaux :
1. Matières infectées (œufs, sous-produits  de l’aviculture, carcasses disponibles dans l'Environnement)
2. Matières  fécales infectées, utilisées comme engrais ou épandues ou perdues dans les marais, rizières ou cours d’eau à partir de  drains issus d’élevages avicoles
3. Excréments infectés passivement apportés dans les zones humides via les cours d’eau (notamment via les inondations ou l’irrigation)
4. Il pourrait exister une contamination par d’autres oiseaux ou des espèces relais (espèces sauvages, ou commensaux de l’Homme tels que rats et souris) qui pourraient constituer un relais de contamination. Il s’agirait d’espèces qui peuvent chercher à manger dans les élevages et passer du temps dans des milieux plus naturels.
5. Infection d’oiseaux sauvages dans les rizières là où on a fait passer des canards contaminés pour qu’ils s’y nourrissent.

Pour devenir pandémique, le virus est supposé passer (en mutant) par un hôte intermédiaire plus proche de l'homme (cochon par exemple). Le chat pourrait être un des intermédiaires possibles. 
Il semble que dans de rares cas un virus aviaire (autre que H5N1) puisse aussi directement infecter l'homme.

## Transmission de la grippe aviaire à l'homme
Le cas de l'homme contaminé par l'animal est réputé le plus fréquent, tout en restant rare. Il est apparu par exemple que l'épizootie due au virus H5N1 a de 2004 à 2007 durement frappé les oiseaux et surtout des volailles, mais seulement quelques centaines d'humains. Ces cas humains avaient dans la plupart des cas été en contact étroit ou prolongé avec des volailles touchées par une épizootie qui évolue en panzootie (fin juillet 2006, 58 pays ou territoires ont notifié des infections d'oiseaux sauvages ou d'élevage par le virus H5N1 sur trois continents).

## Transmission de l'homme aux animaux
Inversement, l'homme peut exceptionnellement infecter des animaux. Cette possibilité a été peu étudiée, mais a été expérimentalement prouvée avec le chat et le porc (cela a été suspecté dès 1918 à l'occasion de la grippe espagnole).